# Кокони (Калараш)
Кокони (рум. Coconi) насеље је у Румунији у округу Калараш у општини Манастиреа. Oпштина се налази на надморској висини од 36 m.

## Становништво
Према подацима из 2002. године у насељу је живело 1129 становника, од којих су сви румунске националности.